# Cape Bonavista
Cape Bonavista är en udde i Kanada.   Den ligger i provinsen Newfoundland och Labrador, i den östra delen av landet, 1 700 km öster om huvudstaden Ottawa.
Terrängen inåt land är platt. Havet är nära Cape Bonavista norrut. Runt Cape Bonavista är det glesbefolkat, med 16 invånare per kvadratkilometer.. Närmaste större samhälle är Bonavista, 6,1 km söder om Cape Bonavista. 